# 卡尔扎诺
卡尔扎诺（義大利語：Carzano），是意大利特伦托自治省的一个市镇。总面积1平方公里，人口503人，人口密度503.0人/平方公里（2009年）。ISTAT代码为022043。